# Рио Виста (Тексас)
Рио Виста (енгл. Rio Vista) град је у америчкој савезној држави Тексас. По попису становништва из 2010. у њему је живело 873 становника.

## Демографија
Према попису становништва из 2010. у граду је живело 873 становника, што је 217 (33,1%) становника више него 2000. године.
| Група             | 2000.       | 2010.       |
| Белци             | 617 (94,1%) | 766 (87,7%) |
| Афроамериканци    | 0 (0,0%)    | 2 (0,2%)    |
| Азијати           | 0 (0,0%)    | 1 (0,1%)    |
| Хиспаноамериканци | 34 (5,2%)   | 84 (9,6%)   |
| Укупно            | 656         | 873         |